# Lucius Caecilius Metellus (i. e. 251)
Lucius Caecilius Metellus (i. e. 290 – i. e. 221) római politikus, hadvezér, az előkelő, plebeius származású Caecilia gens Metellus-ágának első ismert képviselője.
Kr. e. 251-ben, az első pun háború idején consul volt Caius Furius Pacilusszal, és kollégájával együtt Szicília szigetén harcolt a punok legendás hadvezérének, Hasdrubalnak – Hannibal apjának – csapatai ellen. A harci elefántok olyannyira elrettentették a római katonákat, hogy a két consul inkább kerülte az összecsapást. Végül Pacilus visszatért Itáliába a csapatok egy részével, Hasdrubal pedig úgy vélte, hogy elérkezett a cselekvés ideje. Panormusnál megtámadta Metellus állásait, azonban katasztrofális vereséget szenvedett: hadainak zöme elpusztult, elefántjait pedig elfogták a rómaiak. Ez a győzelem alapozta meg a szigeten a rómaiak fölényét, és a háború végkimenetelében is döntő volt. Nem csoda, hogy Metellus triumphust tarthatott Rómában, amelyen a zsákmányolt elefántokat is felvonultatta. Később a Metellusok által vert pénzérmék jellegzetes motívuma lett a győzelemnek emléket állító elefánt.
Kr. e. 249-ben Aulus Atilius Calatinus dictator helyettese (magister equitum), Kr. e. 247-ben pedig ismét consul lett, ezúttal N. Fabius Buteo kollégájaként. Ezekben az években semmi említésre méltó esemény sem történt. Kr. e. 243-ban pontifex maximus lett, amely tisztséget huszonkét évvel később bekövetkezett haláláig viselte. Ilyen minőségében Kr. e. 241-ben megmentette a Palladiumot a lángoló Vesta-templomból, ám közben elvesztette szeme világát. Hősi tettéért szobrot emeltek neki a Capitoliumon, és a történelemben egyedülálló módon engedélyezték számára, hogy lóvonta fogaton mehessen a senatusi ülésekre.
Egyéb megtiszteltetések mellett i. e. 224-ben dictatorrá választották a népgyűlés levezetésére. Érdemeit Plinius által megőrzött halotti beszédéből ismerjük, amit fia, Quintus tartott a temetésén.